# Petite Séoune
Die Petite Séoune ist ein Fluss in Frankreich, der in den Regionen Okzitanien und Nouvelle-Aquitaine verläuft. Sie entspringt unter dem Namen Séounette beim Ort Couloussac, im östlichen Gemeindegebiet von Montaigu-de-Quercy, entwässert generell in südwestlicher Richtung und mündet nach rund 38 Kilometern an der Gemeindegrenze von Saint-Pierre-de-Clairac und Puymirol als rechter Nebenfluss in die Séoune. Bei Beauville mündet von links ein gleichnamiger Fluss Séoune ein, der jedoch mit dem Mündungsfluss nicht identisch ist.
Auf ihrem Weg durchquert die Petite Séoune die Départements Tarn-et-Garonne und Lot-et-Garonne.

## Orte am Fluss
(Reihenfolge in Fließrichtung)
- Couloussac, Gemeinde Montaigu-de-Quercy
- Montaigu-de-Quercy
- Roquecor
- Beauville
- Cauzac-le-Vieux, Gemeinde Cauzac
- Dondas
- La Sauvetat-de-Savères
- Malbes, Gemeinde Saint-Caprais-de-Lerm